# Merremia kingii
Merremia kingii är en vindeväxtart som först beskrevs av David Prain, och fick sitt nu gällande namn av Kerr. Merremia kingii ingår i släktet Merremia och familjen vindeväxter. Inga underarter finns listade i Catalogue of Life.